# Stella (guitare)
Pour les articles homonymes, voir Stella.

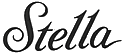
Logo de Stella

Stella est une marque de guitare produite par la Oscar Schmidt Company. Elle a été fondée vers 1899. Les instruments à cordes de marque Stella sont d'entrée de gamme et de milieu de gamme.
Les guitares Stella ont été jouées par des artistes reconnus dont Elizabeth Cotten, Robert Johnson, Lead Belly, Charlie Patton et Doc Watson. De même, Kurt Cobain a joué sur une Stella acoustique durant l'enregistrement de la pièce Polly, qui apparait sur l'album Nevermind de son groupe, Nirvana.
La marque Stella a été acquise par la Harmony Company en 1939. Les instruments de cette marque ont cessé d'être produits en 1974. La M.B.T. International, société mère de l'Harmony Company, a ensuite réintroduit la marque sur le marché.